# Steinwinter
Die Steinwinter GmbH war ein deutsches Unternehmen im Bereich Automobilbau.

## Unternehmensgeschichte
Etwa 1969 begann der in Stuttgart ansässige Hersteller mit der Produktion von Automobilen. Der Markenname lautete Steinwinter. Etwa 1987 endete die Serienproduktion. Zuletzt war das Unternehmen im Bereich Sonderfahrzeug- und Prototypenbau tätig. Am 5. Januar 2022 wurde das Unternehmen aufgelöst.

## Fahrzeuge

### Amigo
Das erste Modell war der Amigo, ein offenes Freizeitauto im Stil eines VW-Buggy, allerdings auf Fiat-Basis. Die Bodengruppe bestand aus Stahlblech. Der Motor stammte zumindest in den späteren Jahren vom Fiat 126. Die Produktion lief bis etwa 1982. Ein Amigo nahm im Jahr 2000 an der Oldtimerrallye 2000 km durch Deutschland teil; sein Baujahr war im Programmheft mit 1969 angegeben. Ein weiterer Amigo ist im Automuseum Engstingen in Engstingen ausgestellt.

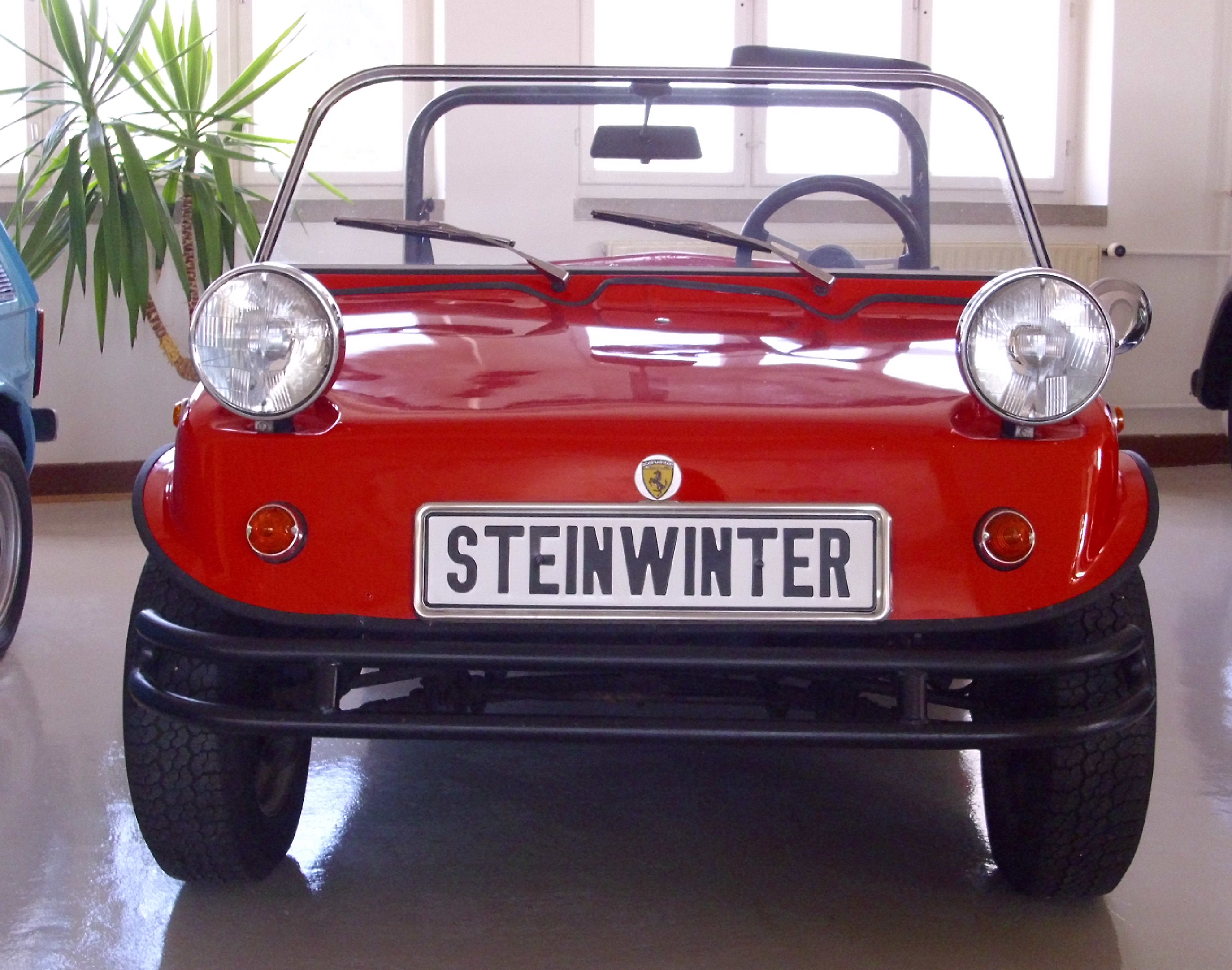
Amigo
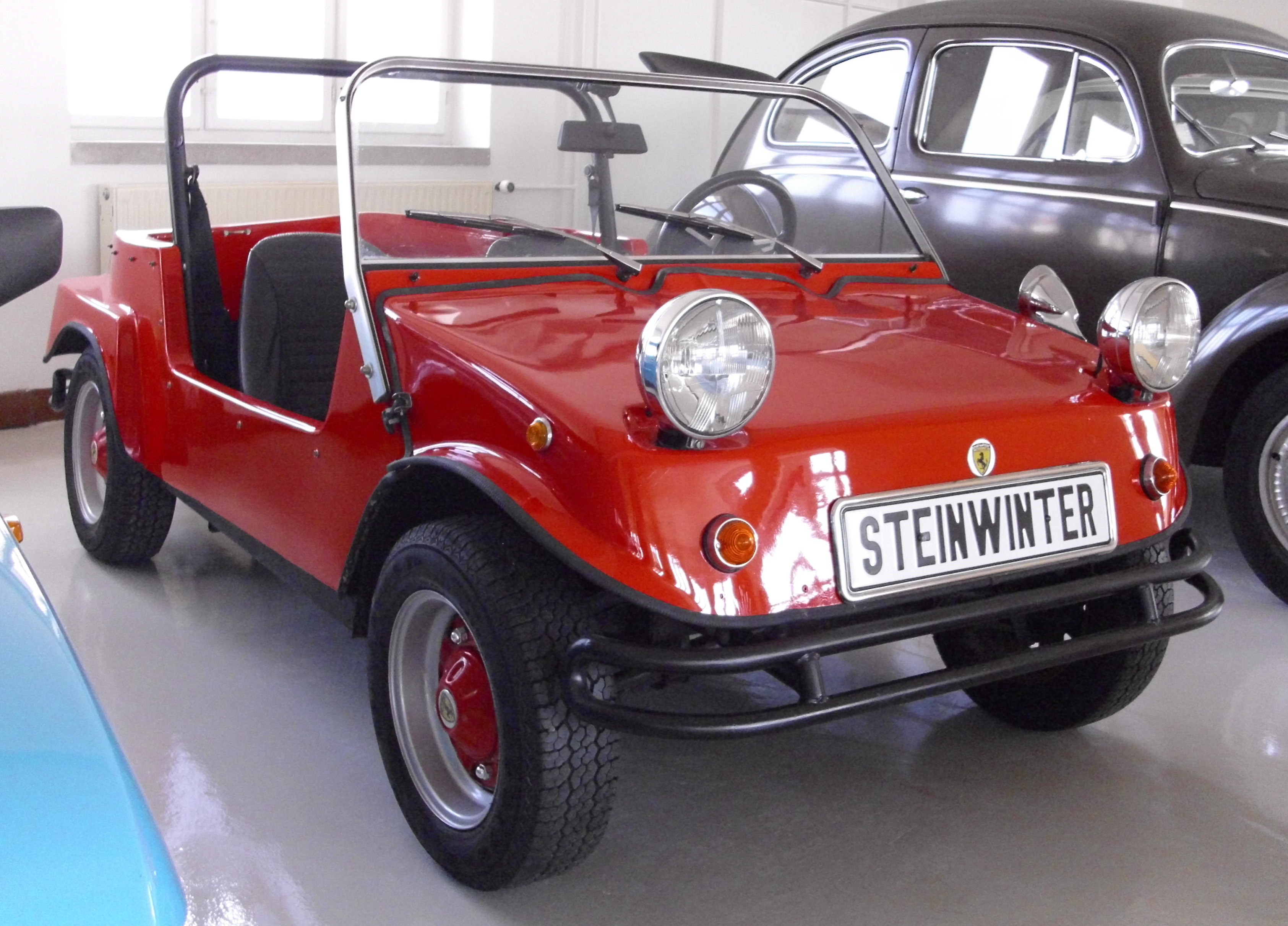
Amigo
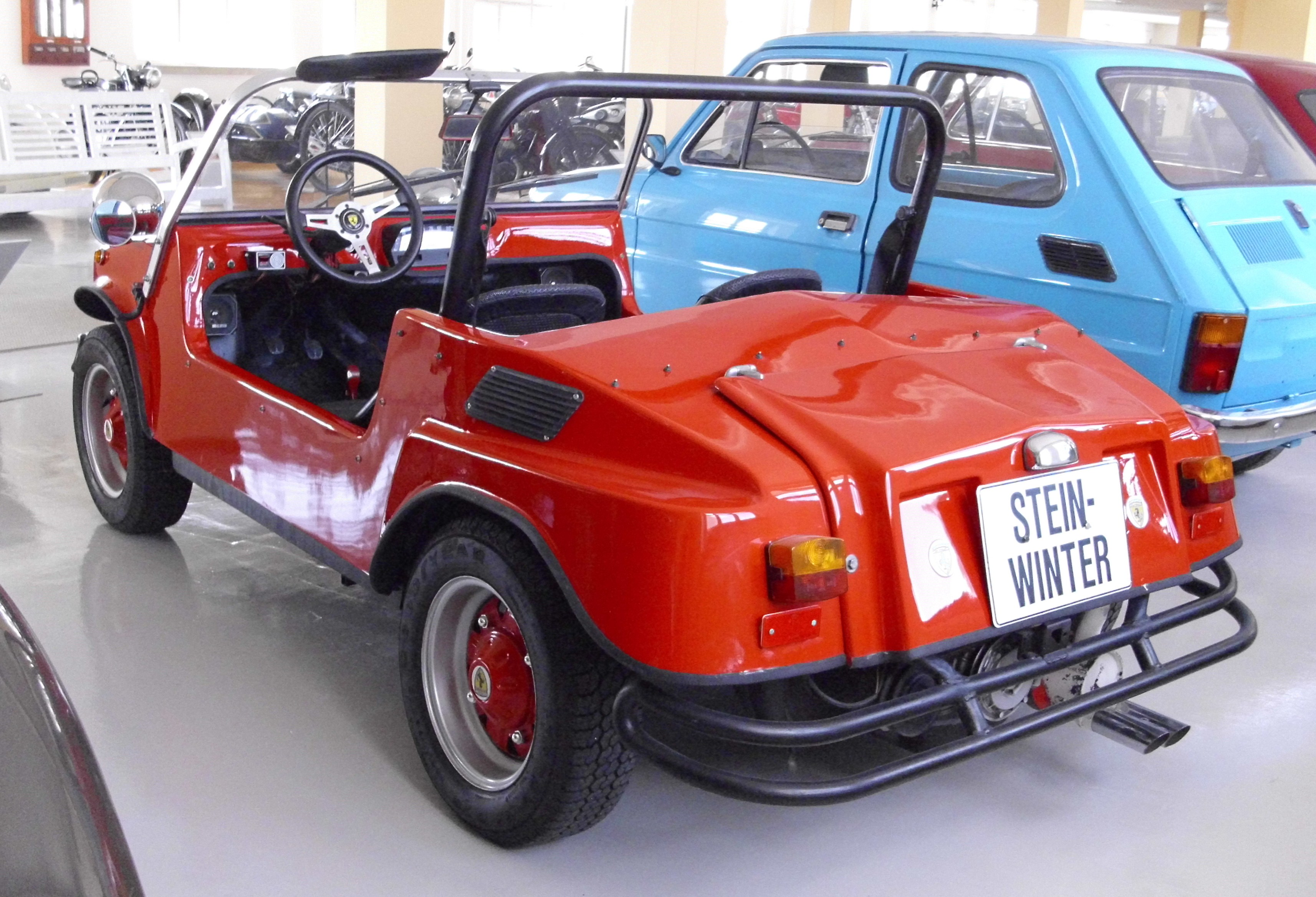
Amigo

### Junior
Etwa zur gleichen Zeit stand das Modell Junior im Angebot. Die Karosserie entsprach dem Fiat 500. Für den Antrieb sorgte der Zweizylinder-Zweitaktmotor vom Goggomobil mit 247 cm³ Hubraum und 13,6 PS Leistung. Abnehmer dieser Fahrzeuge waren Inhaber der alten Führerscheinklasse IV.

### 250 L
Nachfolger des Junior war der 250 L, genannt Figo (Fiat/Goggomobil) Bei diesem Modell wurde der Goggomobil-Motor in die modernere Karosserie des Fiat 126 montiert. Zumindest im Modelljahr 1986 war auch ein kleiner Viertaktmotor mit 250 cm³ Hubraum erhältlich. Ein 250 L steht im Automuseum Erfinderzeiten in Schramberg.

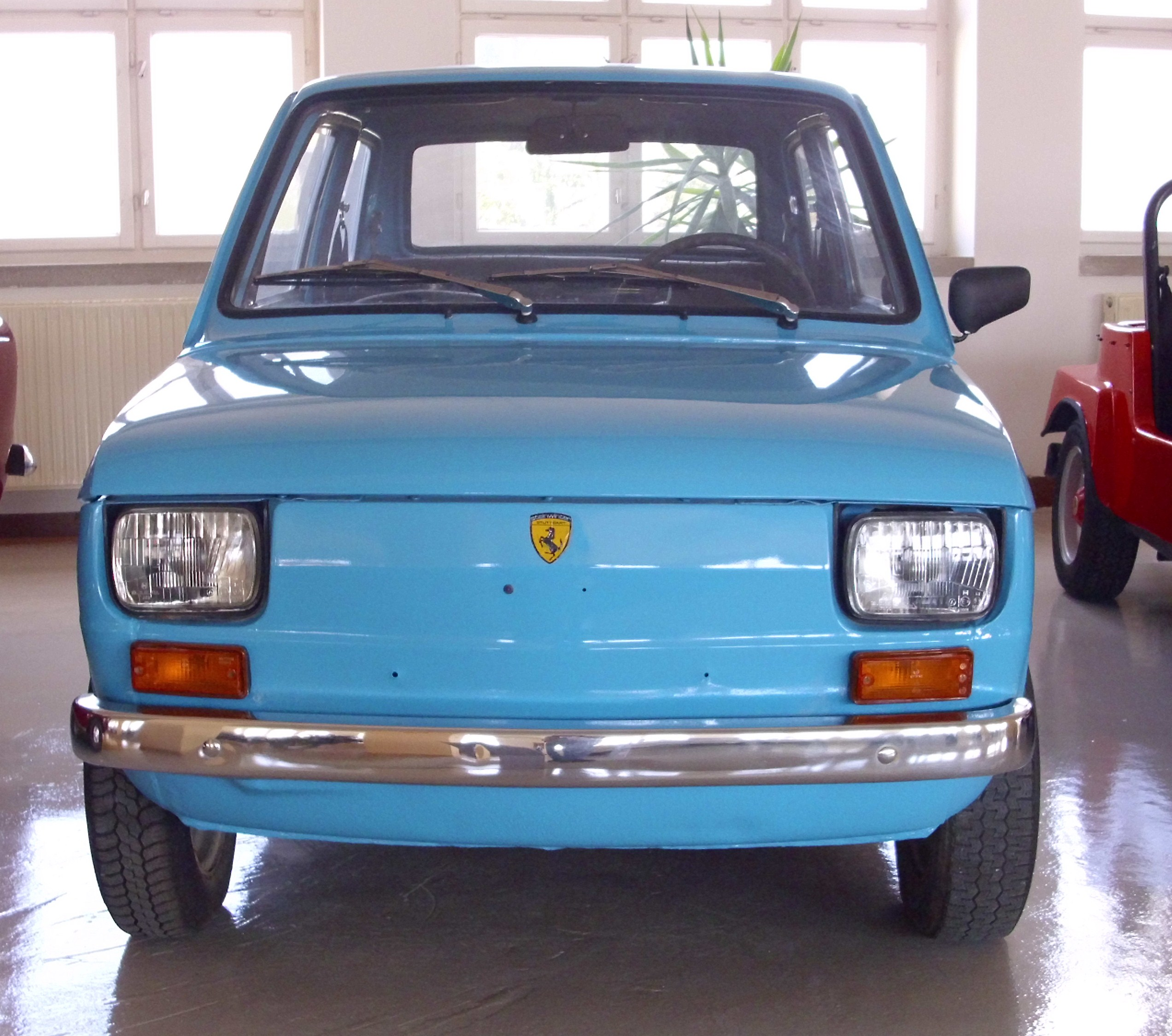
250 L
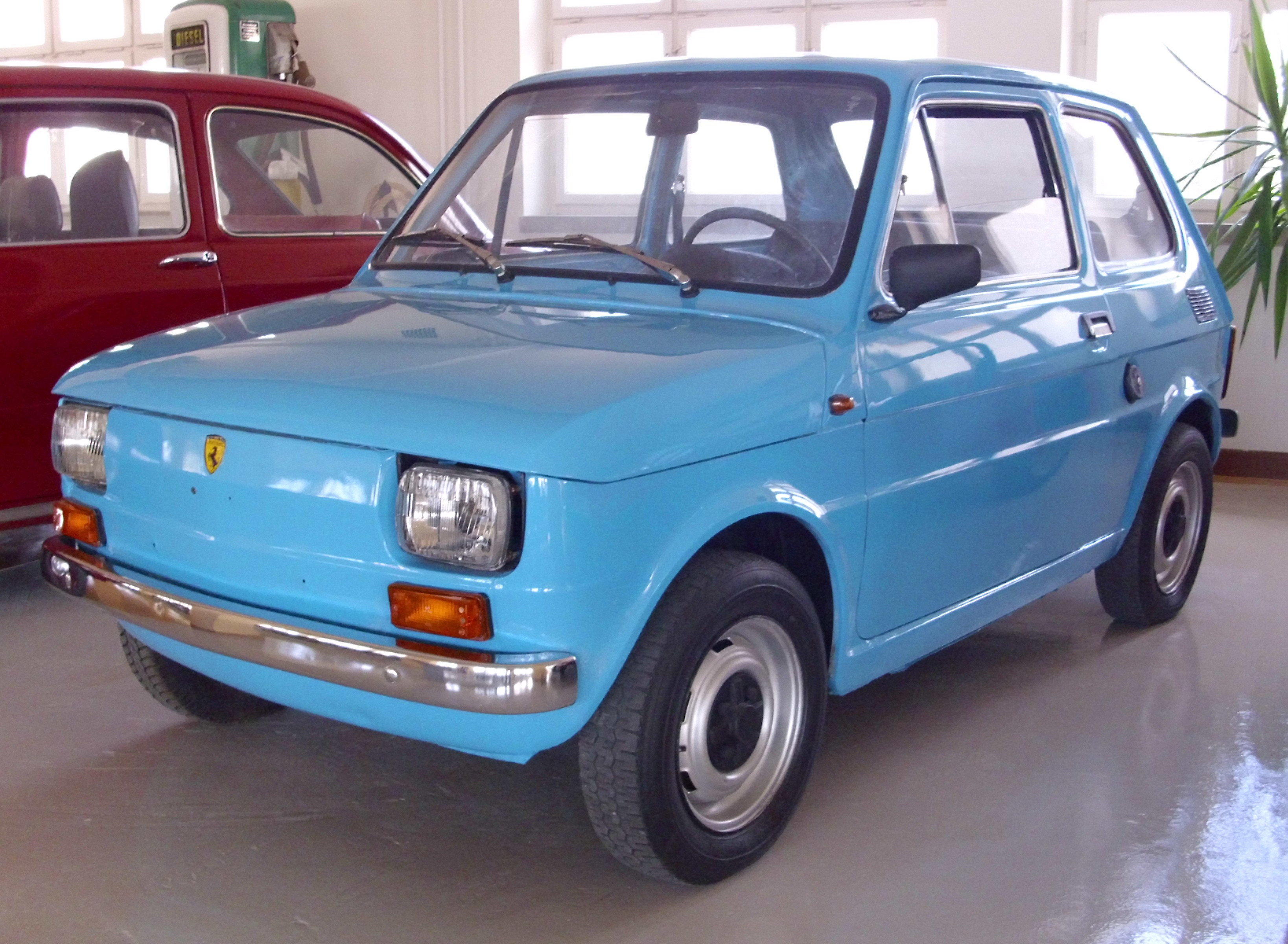
250 L
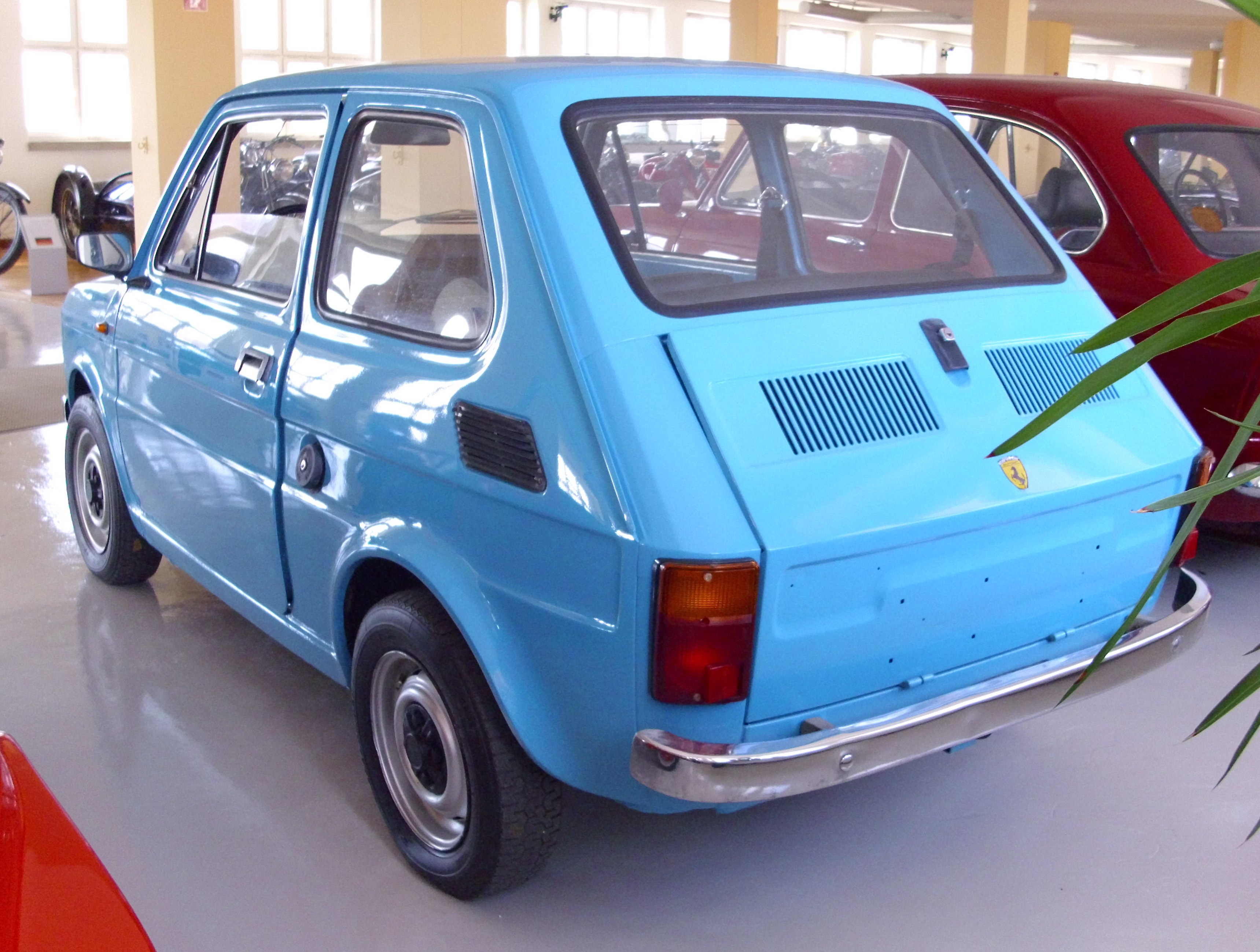
250 L
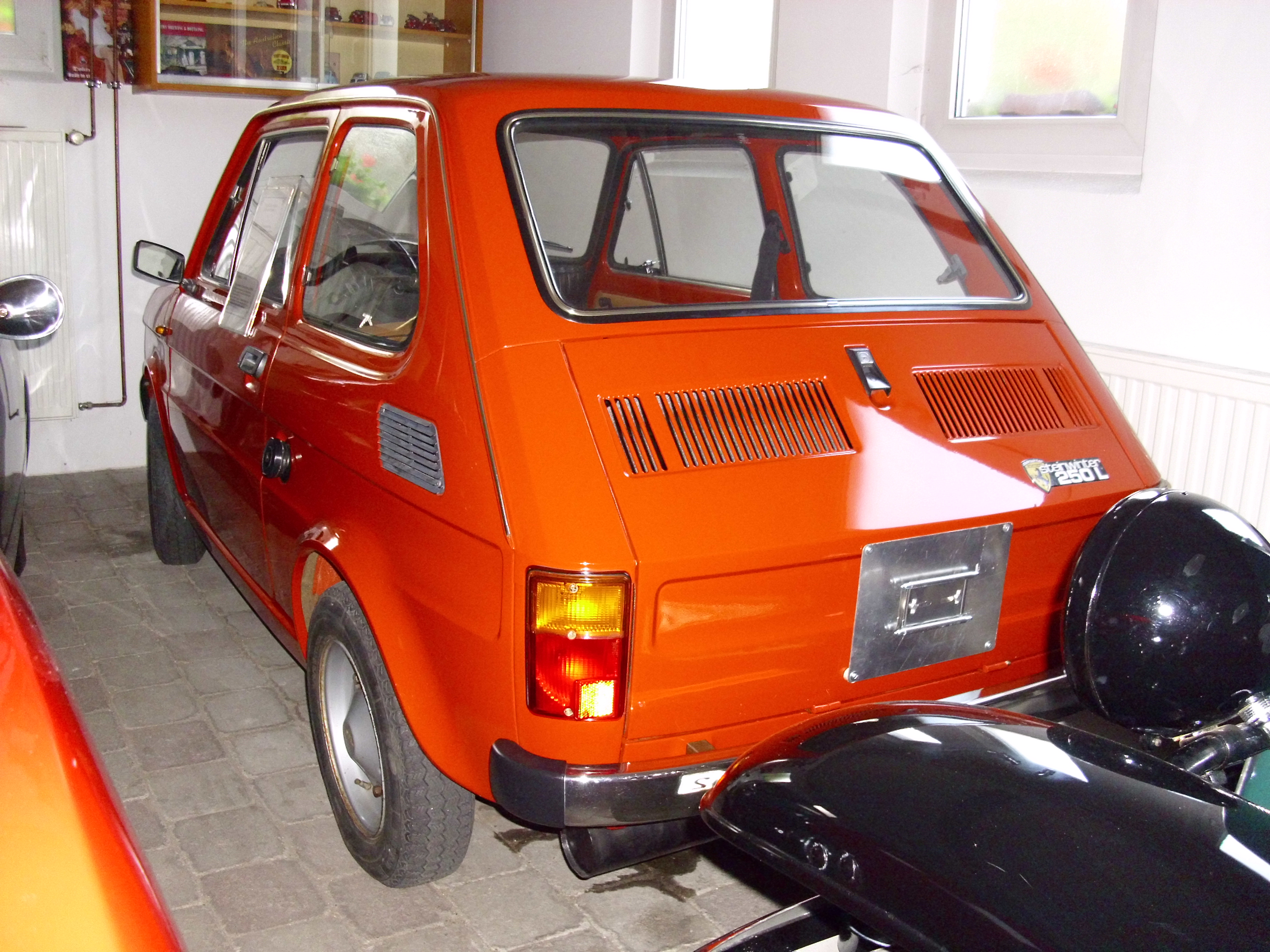
250 L
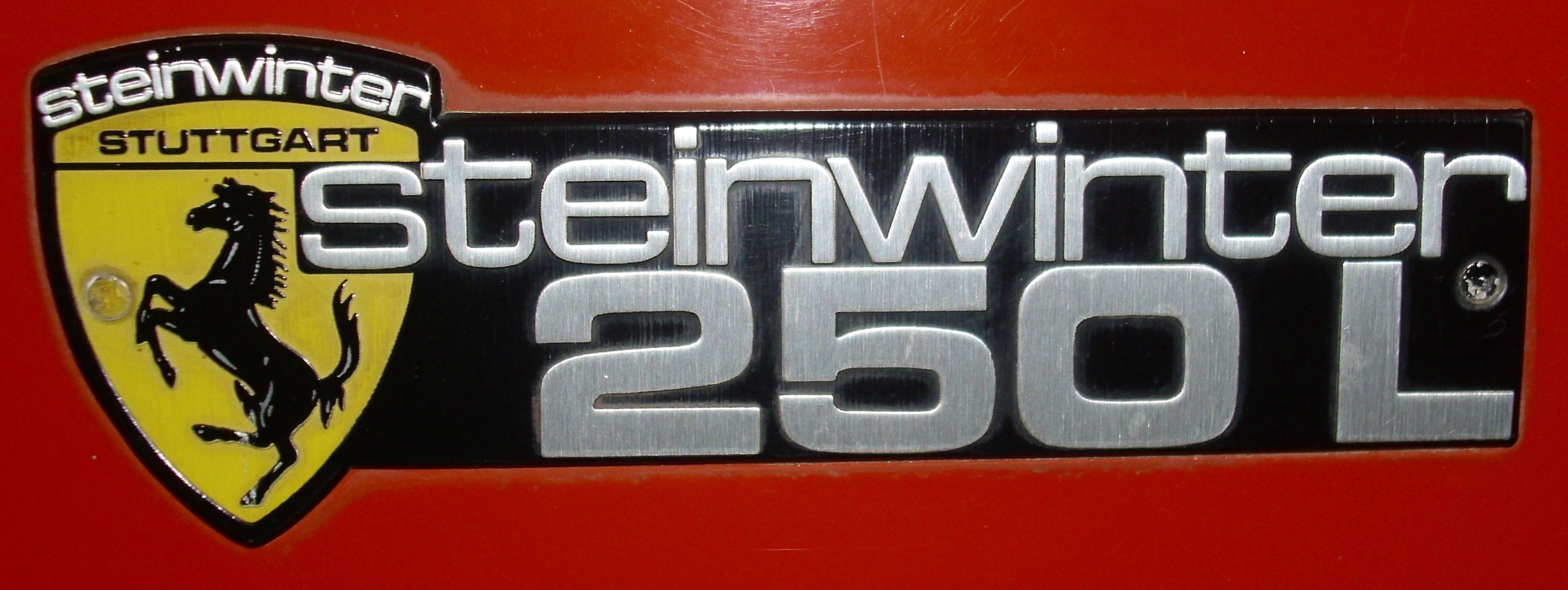
Schriftzug am Heck

### Junior 50
Das letzte Modell namens Junior 50 war ein Leichtfahrzeug mit einer eigenständigen Karosserie. Für den Antrieb sorgte ein luftgekühlter Einzylinder-Zweitaktmotor von Fichtel & Sachs mit 50 cm³ Hubraum und 4,5 PS. Der Neupreis betrug im Modelljahr 1987 10.490 DM.

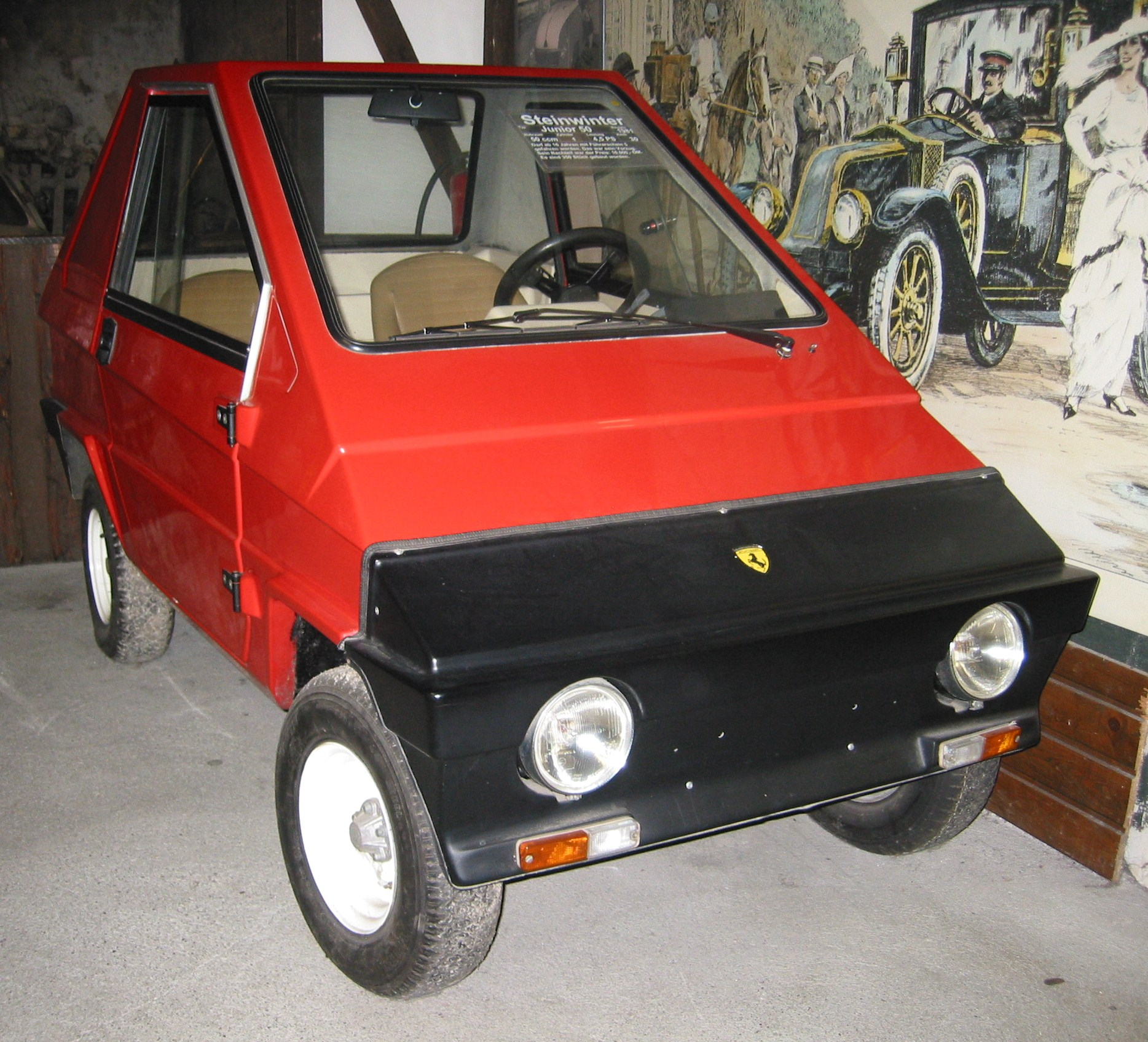
Junior 50
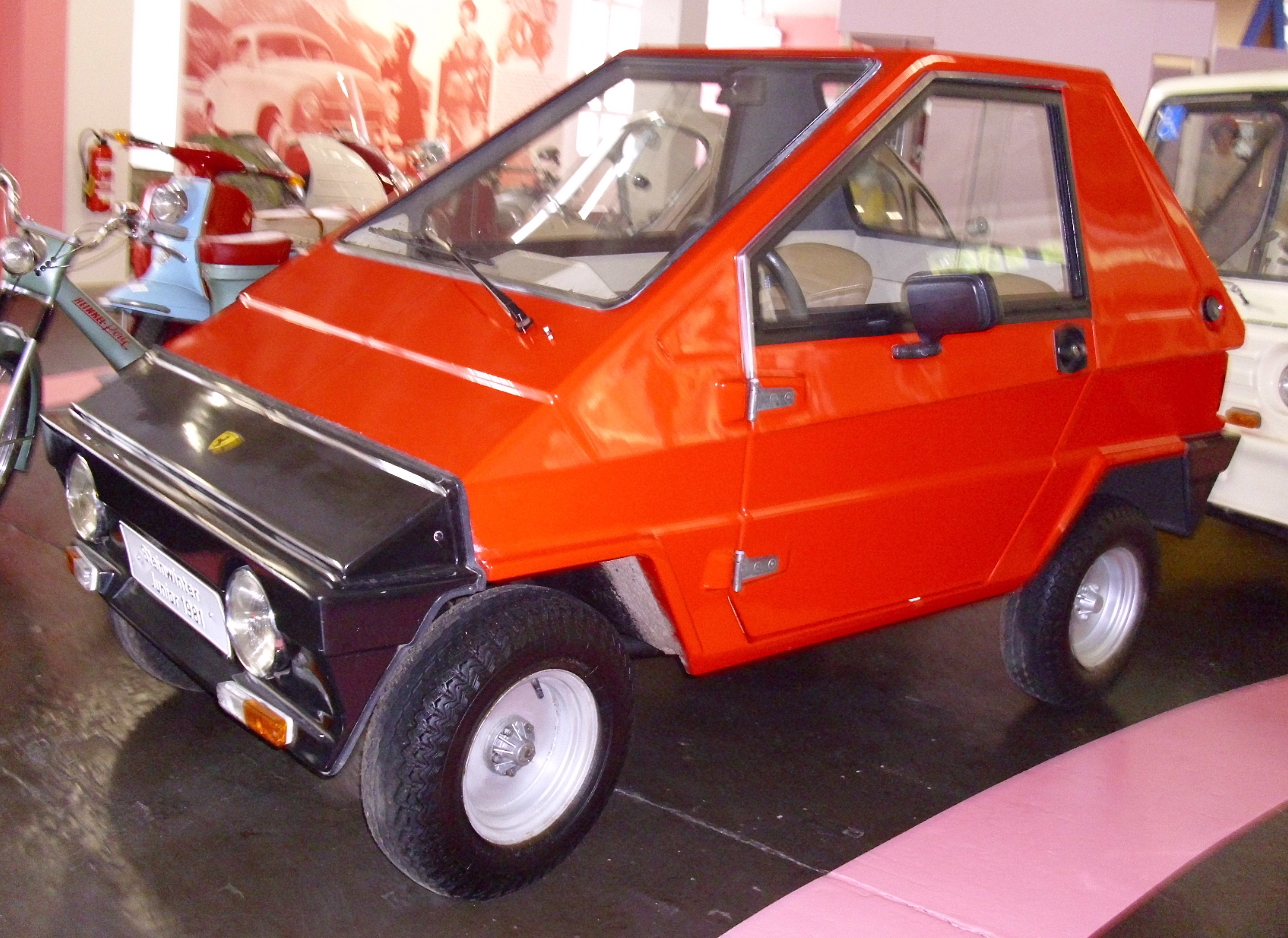
Junior 50

### KonzeptfahrzeugSteinwinter 2040

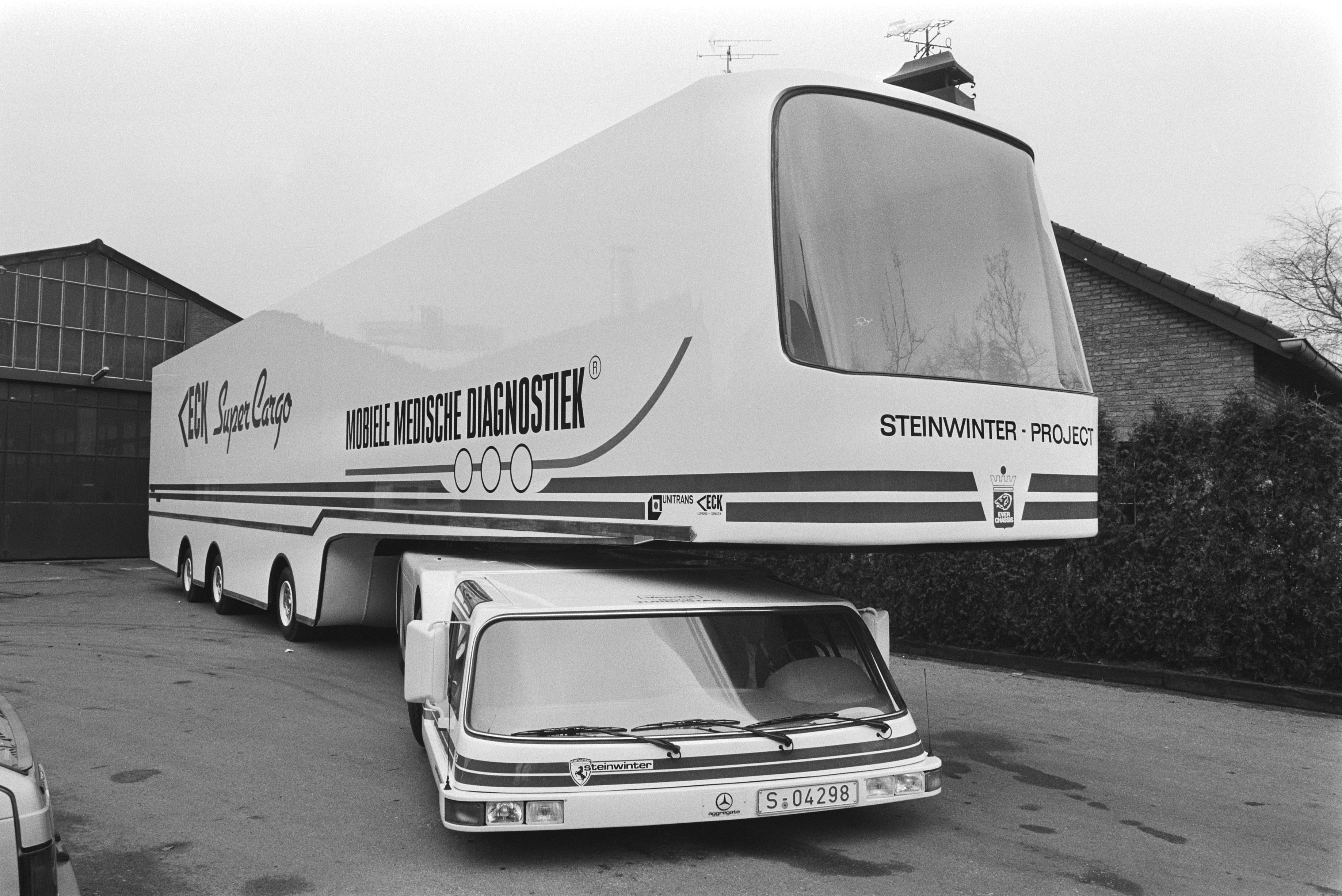
Steinwinter 2040

Als freischaffender Entwicklungsingenieur befasste sich Manfred G. Steinwinter bereits vor der Gründung der Steinwinter GmbH mit Optimierungen im Nutzfahrzeugbereich. Erste Ausführungspläne legte er dem Gewerbeamt vor. Süddeutsche Fahrzeughersteller, wie zum Beispiel Drögmöller und Mercedes-Benz, sollten Zulieferungen (Lenkung, Motor, Getriebe) übernehmen, während das Fahrzeug ansonsten in Eigenproduktion hergestellt werden sollte.
Mit dieser Unterstützung und breiter öffentlicher Förderung schuf er Anfang der 1980er Jahre ein völlig neues Antriebs- und Lenkmodul, ein Trägerfahrzeug für die universelle Verwendung als fahrfertiges, TÜV-abgenommenes Nutzfahrzeug der schweren Klasse in Gesamtheit mit Aufsatz/Hänger als Gliederzug, Schwerlastzugmaschine, Aufliegerzug und sogar als Bus. Der patentierte 1:1-Prototyp wurde in Europa und den USA auf Straßen und Messen präsentiert.
Seiner Bauart entsprechend, bei nach unten verlegter Fahrerkabine in Höhe des Fahrwerks, erhielt das Antriebs- und Lenkmodul seinen Rufnamen CAB UNDER, das die Verwendung beliebiger Motoren und Aggregate vorsieht, wie z. B. in den USA üblich. Die über die Kabine reichende Auflagefläche verschafft ein neues Lade- und Transportvolumen, das je nach Einsatzform und Fracht ein wirtschaftliches Mehr von 20 bis 50 % (im Vergleich zum herkömmlichen Lkw) ermöglicht.
Aufgrund der Befürchtungen, das eigene Produktportfolio zu schwächen, nahmen Zuliefer- und Unterstützerbetriebe ihre Zusage zur Zusammenarbeit zurück. In dieser Situation stellte sich die CCA Commercial Consultants and Administrators AG in Zürich hinter den Erfinder und seine Fahrzeugentwicklung. 1999 übertrug Manfred Steinwinter die weltweiten System- und Vertriebsrechte an die Geschäftsbesorgerin, die nach dem Tod des Urhebers 2018 fortan dessen Verfahren und Entwicklungen zum gezielten Einsatz in der Logistik- und Transportsparte bewirbt.